# Internationalized resource identifier
Een internationalized resource identifier (IRI) is een internet-protocolelement dat lijkt op een uniform resource identifier (URI), maar dat nog algemener is. IRI's zijn in 2005 door de Internet Engineering Task Force als internetstandaard vastgelegd als RFC 3987.
Een IRI lijkt op een URI, maar een IRI heeft een uitgebreidere toegestane tekenset dan URI's, waardoor deze nog beter internationaal bruikbaar is.
URI's bestaan uit tekens van de ASCII-code, maar bij IRI's zijn bijna alle tekens van de Universal Character Set (Unicode / ISO 10646) toegestaan.
IRI's kunnen worden vertaald naar URI volgens de methode canonical composition normalization (NFC), als een toepassing geen IRI's toestaat. Andersom is iedere geldige URI ook een geldige IRI.

## Voorbeeld
In dit voorbeeld wordt naar dezelfde Wikipedia-pagina verwezen:
IRI:  https://nl.wikipedia.org/wiki/BLØF 

URI:  https://nl.wikipedia.org/wiki/BL%C3%98F 
IRI's kunnen goed in XML-code worden toegepast.

## Voor- en nadelen
Het voordeel van IRI's is de bredere inzet, bijvoorbeeld met Chinese tekens, maar dit is tevens meteen een nadeel.
Bij phishing-aanvallen kunnen IRI's en URI's gemixt worden door het IRI-adres op het URI-origineel te laten lijken.
Op het menselijk oog worden dan vergelijkbare tekens gebruikt, maar voor de computer niet en wordt naar een ander adres verwezen. Een dergelijke aanval heet een IDN homograph attack.